# Aldabrachelys gigantea hololissa
A tartaruga-gigante-das-seicheles (Aldabrachelys gigantea hololissa) é uma subespécie rara de tartaruga terrestre do gênero Aldabrachelys nativa das Seicheles.
Habitava as grandes ilhas graníticas centrais das Seicheles, mas era caçada em grande número por marinheiros europeus. Por volta de 1840, foi considerada extinta, junto com a tartaruga gigante de Arnold, uma subespécie que compartilhava as mesmas ilhas.
Foi redescoberta em 1995. Atualmente, existem pouco mais de cem indivíduos. Muitos foram restabelecidos na natureza em ilhas florestadas como Silhouette, mas foram expulsos em 2011 pela Companhia de Desenvolvimento das Ilhas Seicheles (IDC, na sua sigla em inglês). Possivelmente está extinto na natureza.